# Walter Baumgartner (Theologe)
Walter Baumgartner (* 24. November 1887 in Winterthur; † 30. Januar 1970 in Basel) war ein Schweizer evangelisch-reformierter Theologe, Philologe, Philosoph und Ordinarius für Altes Testament und semitische Sprachen an der Universität Basel 1929 bis 1958.

## Leben und Wirken
Walter Baumgartner wurde am 24. November 1887 in Winterthur in der Schweiz geboren und verbrachte seine Kindheit in Zürich. Sein Vater war Andreas Baumgartner, Professor für Englisch am Polytechnikum in Zürich. In den Jahren 1906 bis 1912 studierte er an der Universität Zürich als erstes Geschichte und später sowohl semitische Sprachen als auch klassische Philologie. 1913 wurde er Doktor der Philosophie. Danach studierte er an den Universitäten Marburg und Giessen; 1916 erhielt er den theologischen Lizentiaten-Grad.
An der Marburger Universität war er seit dem Jahr 1915 als Lektor der hebräischen Sprache zuständig, ab 1916 Privatdozent für alttestamentliche Wissenschaft und ab 1920 ausserordentlicher Professor. An der Universität Gießen war Baumgartner ab 1928 als ordentlicher Professor tätig; von 1929 bis 1958 unterrichtete er als Ordinarius an der Universität Basel Altes Testament und semitische Sprachen.
Baumgartner galt als liberaler Theologe mit breitem Interesse und vergleichender Arbeitsweise. Seine Schwerpunkte waren alttestamentliche Prophetie und Weisheit, hebräische und aramäische Philologie, Sagenkunde, Religionsgeschichte und Märchenforschung. Sein Hauptwerk waren zwei Bände des von Ludwig Köhler begründeten Hebräischen und aramäischen Lexikons zum Alten Testament, die 1953 und 1958 veröffentlicht wurden.
Am 30. Januar 1970 verstarb er in Basel.

## Privates
1923 heiratete er Mia Schirp.

## Werke
- Das Buch Daniel, 1926
- Israelitische und altorientalische Weisheit, 1933
- Was wir heute von der hebräischen Sprache und ihrer Geschichte wissen, 1941
- Das Buch Daniel und seine Botschaft von den letzten Dingen, 1944
- Zum Alten Testament und seiner Umwelt, 1959 (mit Bibliographie)
- Mitarbeit an dem von Ludwig Köhler begründeten Hebräischen und aramäischen Lexikon zum Alten Testament, (2. Auflage 1953 und Supplement 1958)